# Molí Vell de Sant Gallard
El Molí Vell de Sant Gallard és un edifici del municipi de les Piles. Forma part de l'Inventari del Patrimoni Arquitectònic de Catalunya.

## Descripció
Es tracta d'un edifici de planta rectangular i cobert amb una volta de canó lleugerament apuntada que arrenca directament dels murs laterals. La porta d'accés s'obre a la façana sud. En la totalitat de la fàbrica van emprar-se carreus de pedra, regulars i tallats amb cura pel que fa a la volta, més matussers a la resta de la construcció. Ultra que s'emprava com a sala de les moles, en el casal s'ha conservat el canal d'entrada d'aigua al cacau i amb dificultat pot ser determinada l'estructura de la bassa, situada a la banda nord. Rebia aigua del moliner fariner del Petronillo i la condueix fins al Molí Nou de Sant Gallard.

## Història
Dels molins de Sant Gallart (ultra el que es ressenya en aquesta fitxa hi ha el conegut com a "Molí Nou") se'n parla força durant els segles xiii i xiv, en la documentació. Van ser propietat de Santes Creus i el monestir els donava en emfiteusi. Són abundants les notícies en aquest sentit atès que hi ha molta mobilitat pel que fa al canvi de l'explotació d'unes mans a altres.
La primera notícia documental es remunta a 1273, quan el monestir de Santa Creus en cedeix l'explotació a Gener Loreta. Aquesta família ja en tenia l'explotació amb anterioritat i la mantindrà almenys fins a finals del segle XIV. El 1387 en té el domini Arnau Lloreta.